# Lestodiplosis xylodiplosuga
Lestodiplosis xylodiplosuga är en tvåvingeart som beskrevs av Skuhrava och Dengler 2001. Lestodiplosis xylodiplosuga ingår i släktet Lestodiplosis och familjen gallmyggor.
Artens utbredningsområde är Tyskland. Inga underarter finns listade i Catalogue of Life.